# Флеш (Граубюнден)
Флеш (нем. Fläsch) — коммуна в Швейцарии, в кантоне Граубюнден. 
Входит в состав округа Ландкварт. Население составляет 602 человека (на 31 декабря 2006 года). Официальный код  —  3951.